# Oedipina pacificensis
Oedipina pacificensis là một loài kỳ giông trong họ Plethodontidae.
Nó được tìm thấy ở Costa Rica và Panama.
Các môi trường sống tự nhiên của chúng là các khu rừng ẩm ướt đất thấp nhiệt đới hoặc cận nhiệt đới, các đồn điền, vườn nông thôn, và các khu rừng trước đây bị suy thoái nặng nề.